# Sundby Station
Sundby Station er en højbanestation på den københavnske Metros linje M1. Stationen ligger ved Ørestads Boulevard i København. Vest for stationen er der planlagt opførelse af Ørestadens Amager Fælled Kvarter.
Sundby Station blev åbnet 19. oktober 2002 og ligger i takstzone 3.
I 2012 var passagertalet pr. dag i gennemsnit 800 personer .

## Antal rejsende
Ifølge Ørestadsselskabet var udviklingen i antallet af dagligt afrejsende:
| År         | Antal |
| ---------- | ----- |
| 11.12.2002 | 322   |
| 02.04.2004 | 569   |
| 15.04.2005 | 911   |